# Talamar
Talamar (tiếng Ả Rập: تلعمار, cũng đánh vần Tell 'Amar) là một ngôi làng ở phía bắc Syria, một phần hành chính của Tỉnh Idlib, nằm ở phía tây bắc Idlib và ngay phía đông biên giới Thổ Nhĩ Kỳ Syria. Các địa phương gần đó bao gồm Azmarin ở phía tây, Darkush ở phía nam, trung tâm phụ thuộc Salqin ở phía bắc và Armanaz ở phía đông. Theo Cục Thống kê Trung ương Syria, Talamar có dân số 1.619 người trong cuộc điều tra dân số năm 2004.